# Anna Torma
Anna Torma, née en 1952 à Tarnaörs, en Hongrie, est une artiste d'arts visuels. Elle part s'installer au Canada en 1988 et travaille depuis 2002 à Baie-Verte au Nouveau-Brunswick,. 
Dès son plus jeune âge, elle fait l'apprentissage d'arts traditionnels hongrois : elle est initiée à la couture, au tricot, au crochet et à la broderie. Ces arts lui sont inculqués par sa mère et par sa grand-mère. Anna Torma étudie en arts et design textiles à l'université hongroise d'arts appliqués de Budapest, de 1974 à 1979, où elle obtient son diplôme. Elle est reconnue depuis pour les grandes murales brodées à la main qu'elle produit et expose,,.
Anna Torma présente son travail à l'échelle internationale lors de plusieurs occasions, notamment dans des collections publiques comme celles du Museum of Arts and Design de New York, de la Wilde Gallery de Berlin, de La Peau de l'Ours à Montréal, du ministère de l'héritage et de la culture de Hongrie, des Affaires étrangères du Canada; de la Art Gallery of Nova Scotia, de la MSVU Art Gallery de Halifax, du New Brunswick Art Bank et du Mint Museum of Craft and Design de Charlotte en Caroline du Nord.
Elle a un fils, Balint Zsako, qui pratique la peinture, la photographie ainsi que le collage, et tous deux voient leurs travaux exposés ensemble à quelques reprises à Montréal. 

## Prix et bourses
| Année | Prix/bourse |
| ----- | --- |
| 2020  | - Prix du Gouverneur général en arts visuels et en arts médiatiques |
| 2014  | - Prix d’excellence (Arts Visuels) du Lieutenant Général |
| 2013  | - Bourse de longue durée, Conseil des Arts du Canada |
| 2012  | - Bourse de création, Académie royale de arts (RCA) - Bourse de création, Conseil des Arts du Nouveau-Brunswick - Prix d’excellence, De Lausanne à Beijing, 7e Biennale des arts textiles (Chine)              |
| 2008  | - Prix d’acquisition, Banque d'œuvres d’Art du Nouveau-Brunswick - Prix Strathbutler - Prix de la ville de Tournai (Dia-Logue), Tournai (Belgique)                                                             |
| 2006  | - Bourse A, Conseil des Arts du Nouveau-Brunswick - Prix Saidye-Bronfman Award, finaliste - Résidence, Studio de Paris, Conseil des Arts du Canada - Membre honoraire, Conseil des artistes hongrois du Canada |
| 2002  | - Bourse de création, Conseil des Arts du Canada - Bourse Chalmers de recherche artistique, Conseil des Arts de l’Ontario                                                                                      |